# يوسف ماجد
يوسف ماجد الشلاحي الشمري (مواليد 14 يناير 2005)  هو لاعب كرة قدم كويتي محترف، يشغل مركز خط وسط مهاجم مع نادي العربي ومنتخب الكويت لكرة القدم.

## مسيرته
شارك ماجد لأول مرة كبديل أمام نادي كاظمة، وسجل الهدف الرابع في فوز فريقه 4-0 في الدوري الكويتي الممتاز 2023-24.
بعد موسم ناجح، واصل اللاعب الشاب مسيرته كبديل مسجلاً هدف الفوز في الديربي الكويتي بنتيجة 2-1 في الدوري الكويتي الممتاز 2024-25، مما جعله لاعبًا بارزًا في التشكيلة الأساسية، لكنه تم تقليص مشاركته بسبب الإصابة التي أبعدته عن الملاعب لمدة 4 أشهر في كأس الخليج العربي 26، إلى جانب الإيقاف لمدة 3 مباريات من قبل الاتحاد الآسيوي لكرة القدم بعد حصوله على بطاقة حمراء في دوري التحدي الآسيوي.

## مسيرته الدولية
بعد تألقه طوال الموسم، تم استدعاء ماجد إلى المنتخب الوطني لتصفيات كأس العالم 2026، وقد وصفته الفيفا بأنه "مستقبل الكويت الصاعد". شارك أيضا في كأس الخليج العربي 26،  حيث خاض أول مباراة دولية له ضد  الأردن، قبل أن يتعرض لإصابة في مباراة لاحقة ضد قطرخلال البطولة نفسها، وهي الإصابة التي أبعدته عن الملاعب لمدة أربعة أشهر.

## الإحصائيات

### الأندية
آخر تحديث 21 مايو 2025.
| النادي | الموسم  | الدوري         | الدوري | الدوري  | الكأس  | الكأس   | قاري   | قاري    | أخرى   | أخرى    | المجموع | المجموع |
| النادي | الموسم  | الدرجة         | الظهور | الأهداف | الظهور | الأهداف | الظهور | الأهداف | الظهور | الأهداف | الظهور  | الأهداف |
| ------ | ------- | -------------- | ------ | ------- | ------ | ------- | ------ | ------- | ------ | ------- | ------- | ------- |
| العربي | 2023–24 | الدوري الكويتي | 5      | 1       | 1      | 0       | —      | —       | 0      | 0       | 6       | 1       |
| العربي | 2024-25 | الدوري الكويتي | 10     | 1       | 1      | 0       | 4      | 1       | 3      | 0       | 17      | 2       |
| العربي | المجموع | المجموع        | 15     | 2       | 2      | 0       | 4      | 1       | 3      | 0       | 24      | 3       |

1. ↑  جميع المشاركات في كأس ولي العهد وكأس السوبر الكويتي
2. ↑  جميع المشاركات في دوري التحدي الآسيوي

### المنتخب
آخر تحديث 10 يونيو 2025.
| المنتخب الوطني | سنة     | الظهور | الأهداف |
| -------------- | ------- | ------ | ------- |
| الكويت         | 2024    | 10     | 0       |
| الكويت         | 2025    | 2      | 0       |
| المجموع        | المجموع | 12     | 0       |

## روابط خارجية
- يوسف ماجد على موقع Soccerway.com (الإنجليزية)